# بالوانت سينغ
بالوانت سينغ (28 فبراير 1985 في الهند - ) هو لاعب كرة قدم هندي في مركز الهجوم. شارك مع منتخب الهند تحت 23 سنة لكرة القدم ومنتخب الهند لكرة القدم. أما مع النوادي، فقد لعب مع نادي تشرتشل براذرز ونادي تشينايين ونادي سالغاوكار ونادي موهون باغان ونادي جاجاتجيت للقطن والمنسوجات ‏.

## روابط خارجية
- بالوانت سينغ على موقع قاعدة بيانات كرة القدم.إي يو (الإنجليزية)
- بالوانت سينغ على موقع Soccerway.com (الإنجليزية)